# 문화재 반환

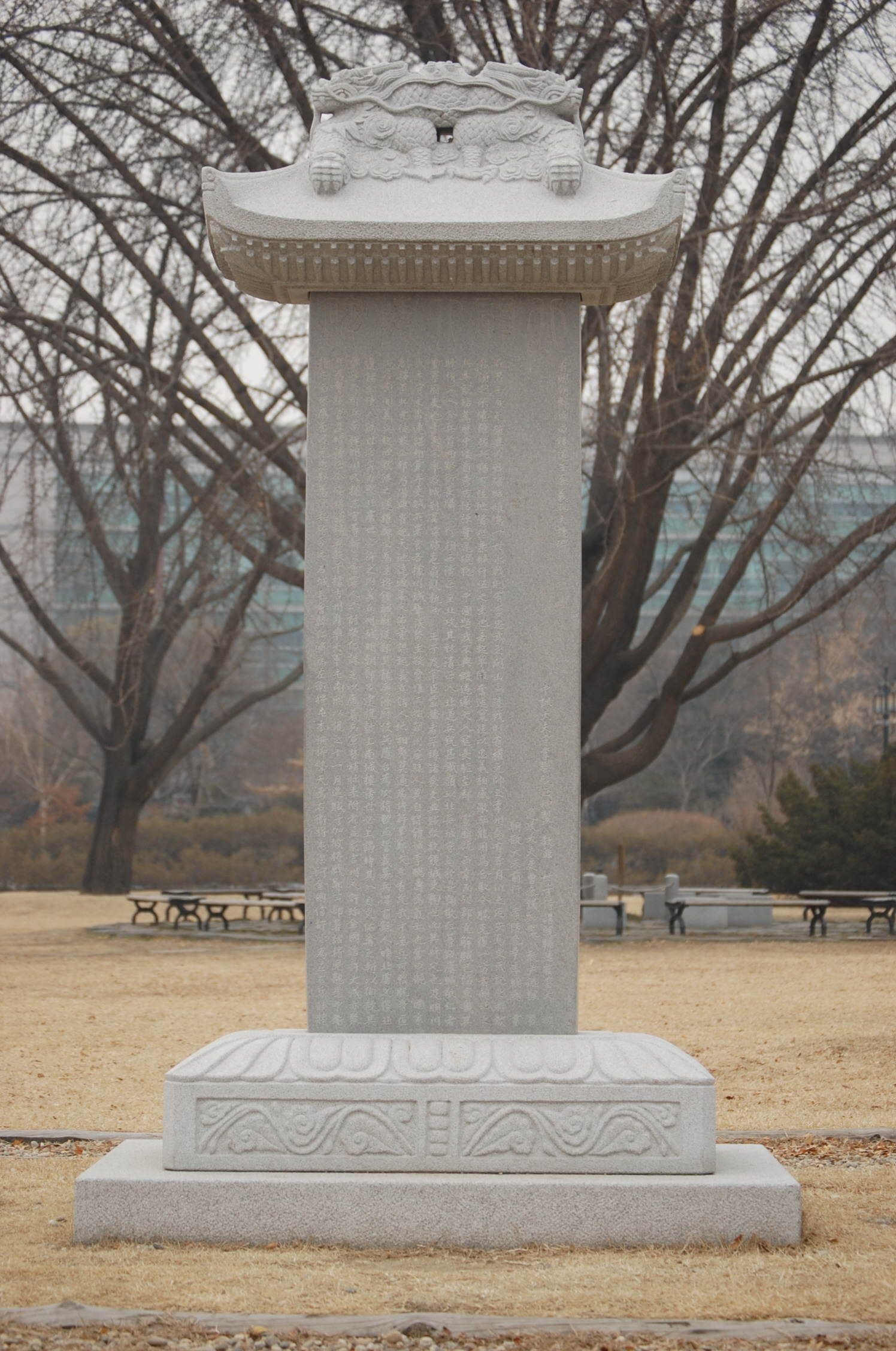
북관대첩비
• 원산국:
• 소장국: (2005년 반환)

문화재 반환(文化財返還, 영어: cultural property repatriation, art repatriation)은 문화재가 제작된 원소유국을 떠나 불법적인 과정을 거쳐서 타 국가의 공공 기관 및 개인이 소장하게 된 문화재에 대하여 원소유국이 반환을 주장하는 문제이다. 불법적으로 해외로 반출된 문화재를 환수하기 위해서 유엔 산하 전문기구인 유엔 교육 과학 문화 기구(UNESCO)를 중심으로 관련 협약이 제정되어 왔다. 하지만 협약이 강제력이 없는 국제법이며, 문화재 반환 분쟁에서 가장 많이 원용되는 ‘문화재의 불법 반출입 및 소유권 양도 금지와 예방 수단에 관한 협약’은 1970년 이후 거래된 문화재에만 적용되는 한계가 있다. 결국 문화재 반환에 관한 국제적으로 구속력 있는 협약이 존재하지 않기 때문에 주로 이해당사국 정부 간 협상, 기증, 구입을 통하여 반환이 이루어지고 있다.

## 역사

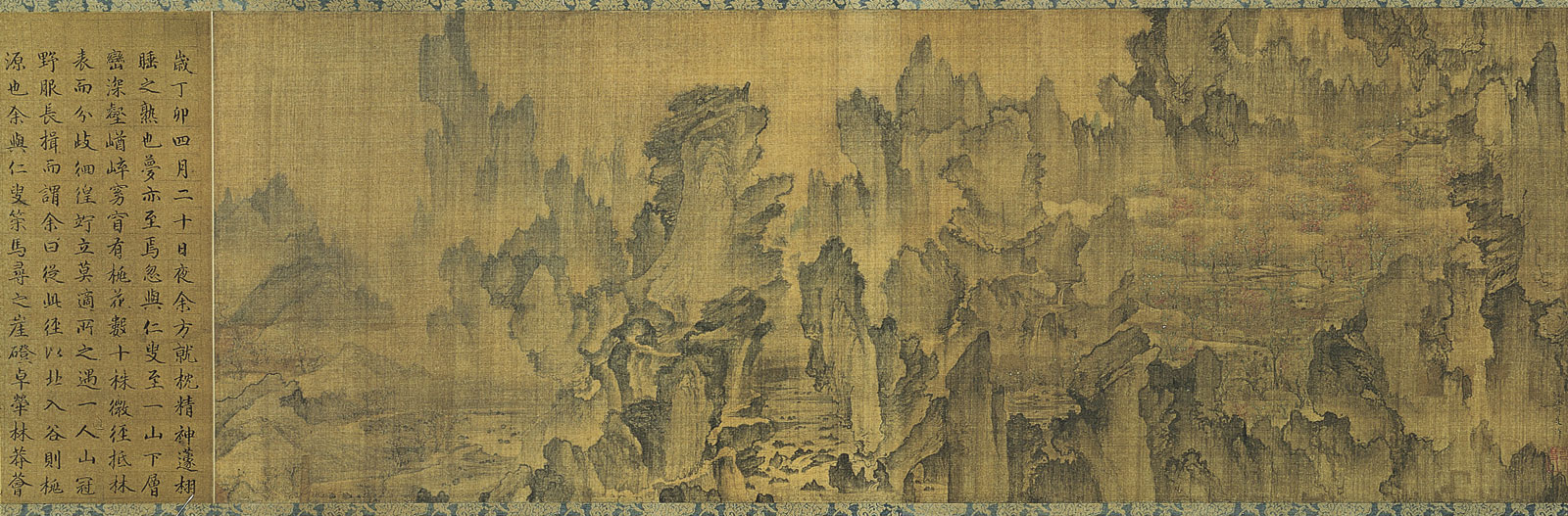
몽유도원도
• 원산국:
• 소장국: 덴리 대학 도서관

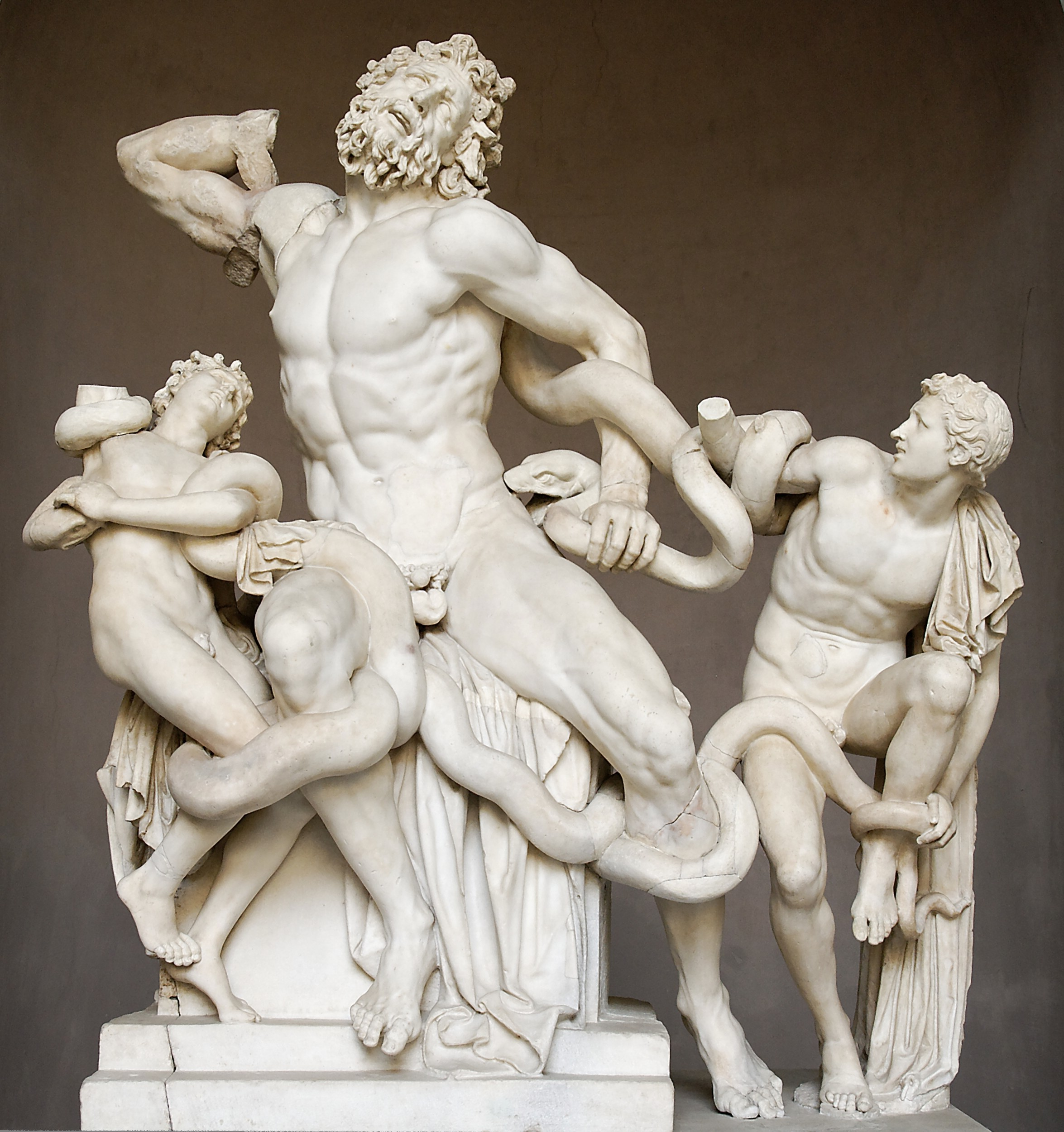
라오콘 군상
• 원산국:
• 소장국: (1816년 반환)

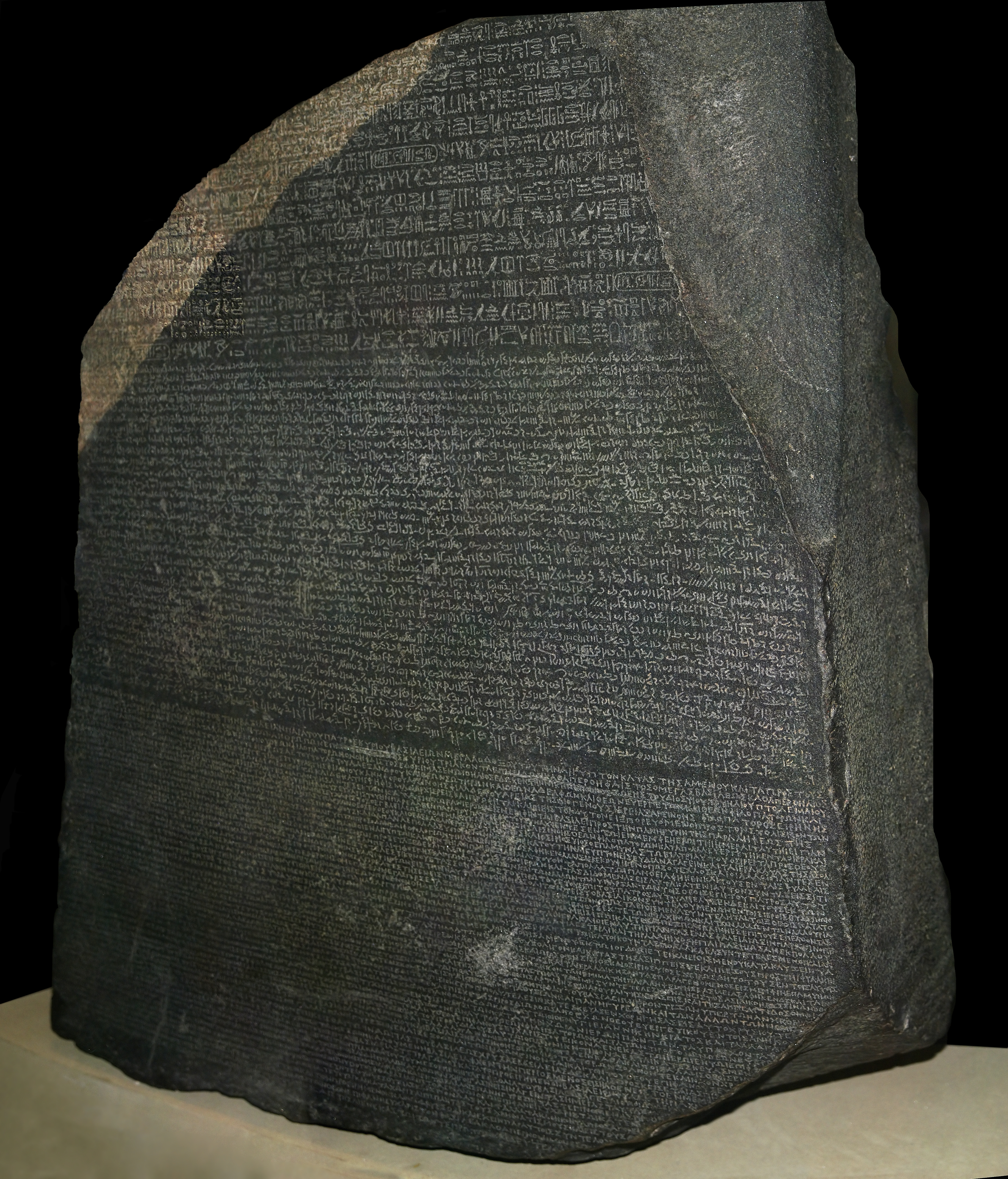
로제타석
• 원산국:
• 소장국: 영국박물관

문화재의 불법적 반출은 로마 시대부터 전쟁 전리품의 형태로 시작되었으며, 제국주의 시대에는 강대국들이 식민지를 개척하는 과정에서 피점령국의 문화재를 약탈하였다. 최근에는 문화재를 약탈당하였던 국가들의 위상이 높아지면서 문화재 반환 요구가 거세지고 있다.
1592년부터 1598년까지 계속된 임진왜란과 정유재란 당시에 조선을 침략한 일본군은 다수의 문화재를 약탈하였다. 1593년에 진주성을 함락시킨 일본군은 진주 연지사(蓮池寺)의 동종을 약탈하였고, 현재 종은 일본의 국보로 지정되어 일본 후쿠이현 쓰루가시 조쿠 신사(常宮神社)에 보관되어 있다. 조선 전기의 회화의 걸작품으로 안견이 1447년에 제작한 몽유도원도는 시마즈 가문의 소장품이란 기록이 있어 임진왜란 때에 반출된 것으로 추정된다. 현재 일본의 국보로 지정되었고 1950년대 초에 일본 덴리 대학이 구입하여 소장하고 있다.
1790년대 프랑스는 이탈리아의 로마를 점령하면서 볼로냐 협약을 체결하여 합법적이며 광범위한 약탈을 자행하였다. 반출된 문화재는 파리로 옮겨져 현재 루브르 박물관의 전신인 프랑스 공화국 박물관의 소장품이 되었지만, 1815년에 빈 협약이 체결되자 반출되었던 문화재는 다시 반환되었다. 대 플리니우스가 예술의 걸작이라고 말했던 라오콘 군상은 전리품으로 프랑스로 옮겨졌다가 후에 바티칸으로 반환되었다. 1802년에 교황 비오 7세는 칙령을 내려 무허가 발굴과 예술품의 수출을 금지하였다.
1798년에 나폴레옹 보나파르트의 이집트 원정 당시 프랑스 문학 및 예술 위원회는 고대 유물과 기념비를 수집하여 카이로에 있던 이집트 학사원에 전시하였다. 그러나 이 수집품들은 1801년 프랑스군이 항복하면서 영국군이 압수하였으며, 그때 수집한 유물 중 하나였던 로제타석은 현재 영국 박물관이 소장하고 있다. 1860년 제2차 아편 전쟁 당시에 영국과 프랑스 연합군은 베이징에 입성하여 청나라 황제의 이궁인 원명원을 파괴하고 문화재를 약탈하였다. 현재 중국 원명원 관리처는 2009년부터 원명원에서 유실된 문화재를 찾기위한 조사단을 해외에 파견하여 관련 자료를 수집하고 있다. 1866년에 프랑스는 조선의 천주교 박해를 이유로 함대를 파견하여 강화도를 점령하였다. 프랑스군은 강화도의 외규장각에서 340책의 도서와 지도 2점, 족자 7개, 옥책 3개 등을 약탈하였다. 병인양요 당시에 외규장각에는 1042종 6130책이 보관되어 있었는데 프랑스군은 약탈품을 제외한 나머지는 모두 불태웠다. 프랑스 국립도서관에 보관되어 있던 외규장각 도서 298책이 2003년과 2011년에 대한민국에 대여 방식으로 반환되었다.
20세기 초기에는 중앙아시아 실크로드 유적에 대한 영국, 독일, 일본의 탐험가와 고고학자들의 약탈이 자행되었다. 영국의 탐험가 아우렐 스타인은 둔황 천불동에 보관 중이던 약 7,000점의 불경과 고문서를 영국으로 반출하였다. 2차 세계 대전 당시에 나치 독일과 소련, 프랑스, 이탈리아 등 강대국들은 문화재 약탈전을 자행하였다. 독일의 문화재 약탈 및 파괴 행위는 아돌프 히틀러와 헤르만 괴링에 의해서 고안되었고, 알프레트 로젠베르크는 아인자츠타프(Einsatzstab)라는 전리품 수집 특수부대를 조직하였다. 독일은 당시 2만점 이상의 문화재를 프랑스에서 약탈해갔다. 프랑스 비시 정권은 1940년부터 1944년까지 유대인들로부터 10만여점의 문화재를 약탈하였다. 러시아는 1945년에 독일에서 독일의 고고학자 하인리히 슐리만이 트로이 유적에서 발굴한 프리아모스의 보물 등 약 200만점을 약탈하였다. 유럽 각국은 전쟁이 종료된 후 1943년에 발표된 ‘런던 선언문’에 따라 약탈 문화재 반환 운동을 벌여 일정한 성과를 거두었다.
2003년 이라크 전쟁 기간 동안에 이라크 내의 바빌론, 수메르, 아시리아 문화 등의 문화재 3,000 ~ 7,000점이 도난당한 것으로 추산되고 있다. 2011년 시리아의 내전이 장기화되면서 정부군과 반군에 의한 시리아의 유물 훼손과 약탈이 행해지고 있다. 세계유산으로 지정된 크락 데 슈발리에의 문화재가 약탈되었고, 로마 유적이 많은 서부 아파메아에서는 불도저를 동원하여 신전 바닥의 로마시대 모자이크화가 떼어졌다. 약탈된 시리아의 문화재는 터키와 요르단의 장물 시장으로 유입되고 있다. 한국 전쟁 때 미국 해병대 장교가 덕수궁에서 미국으로 불법 반출하였던 대한제국과 조선 왕실의 인장 9점이 2013년 11월에 미국 국토안보부 수사국에 의해 압수되었다가 2014년 4월에 대한민국에 반환되었다.

## 견해
예술 법학자 존 메리맨(John Merryman)은 문화재 소유권 논쟁과 관련하여 ‘문화 국가주의’(cultural nationalism)와 ‘문화 국제주의’(cultural internationalism)라는 두 가지 개념을 발전시켰다.
문화 국가주의는 한 국가의 문화재는 그 문화재를 창조한 국가에 귀속한다는 개념으로 민족적 자부심과 관련되어 있다. 문화 국가주의는 문화재 반환에 이론적 근거를 제시하면서 문화재 원산지 국가의 반환 주장의 핵심을 이룬다. 그리스, 대한민국, 이집트, 중국 등 문화재의 반환을 주장하는 국가들의 입장이다. ‘문화재는 만들어진 장소에서 가장 큰 가치를 지닌다’ 는 논리로 전쟁, 식민 착취 등 정당하지 않은 방법으로 획득한 문화재는 원소유국에 반환되어야 한다고 주장한다. 2010년에 문화재 반환을 위한 국제적 연대 강화를 위하여 문화재 약탈 피해를 경험한 21개 국가들이 참여한 ‘문화재 보호 및 반환을 위한 국제회의’가 이집트에서 개최되었다.
문화 국제주의는 문화재가 특정 문화나 국가의 소유가 아니라 모든 인류의 것이라는 입장이다. 원산지 국가가 아니더라도 문화재를 유지하고 보존할 더 나은 환경의 국가가 문화재를 소유해야 한다고 본다. 문화 국제주의는 프랑스, 영국, 이탈리아, 미국 등 과거 제국주의 시기에 문화재를 반출하여 현재 보유하고 있는 국가들이 주로 주장하고 있다. 문화 국제주의를 주장하는 국가들은 문화재를 현재 보유한 국가의 대형 박물관이 문화재를 널리 알리고 더 많은 감상 기회를 제공하기 때문에 유물을 전시하기에 최적의 장소이며, 문화재 보존 기술을 잘 갖추고 있기 때문에 해당 문화재를 훼손하지 않고 더 잘 보존할 수 있다고 주장한다. 2002년 10월에 영국박물관, 메트로폴리탄 미술관 등을 포함하여 세계 40개 이상의 중요 박물관 관장들로 구성된 대규모 전시 조직자들의 국제적 그룹(the International Group of Organizers of Large-Scale Exhibitions)은 문화재 반환에 근본적으로 동의하지 않는다는 것을 선언하면서 문화재는 보편적 인류문명으로 반드시 원산지에서 소장할 이유는 없다고 하였다.

## 반출

### 합법
문화재가 원소유국을 떠나 해외로 반출되는 합법적인 방법으로는 주무관청의 동의하에 이루어진 매매, 경매, 기증, 대여 등이 있다. 1970년에 유엔 교육 과학 문화 기구(UNESCO) 총회에서 채택된 ‘문화재 불법 반출입 및 소유권 양도 금지와 예방 수단에 관한 협약’(Convention on the Means of Prohibiting and Preventing the Illicit Import, Export and Transfer of Ownership of Cultural Property)에 따르면 출처국 주무관청의 동의하에 획득, 교환, 증여, 구입한 문화재의 소유권을 인정하고 있다. 협약은 문화재를 반출하는 국가가 문화재의 반출이 인가되었음을 증명하는 적절한 증명서를 도입하도록 권고하고 있다.
현행 대한민국의 문화재보호법에 따르면 비지정문화재를 포함한 일반 동산문화재를 해외로 반출할 경우에는 사전에 문화재청장의 허가를 받도록 하고 있다. 원칙적으로 국보, 보물, 천연기념물 또는 중요민속문화재는 해외로 수출하거나 반출할 수 없다. 예외적으로 문화재를 전시 등 국제적 문화 교류를 목적으로 반출하는 경우에는 그 반출된 날부터 2년 이내에 다시 반입될 것을 조건으로 문화재청장의 허가를 받을 수 있으며, 필요한 경우에는 2년의 범위에서 기간을 연장할 수 있다. 비지정문화재는 국내 박물관 등이 외국의 박물관 등에게 반출한 날부터 10년 이내에 다시 반입하는 경우와 외국 정부가 인증하는 박물관이나 문화재 관련 단체가 자국의 박물관 등에서 전시할 목적으로 구입 또는 기증받아 반출하는 경우에는 문화재청장의 허가를 통해서 해외 반출이 인정된다.
현행 일본의 문화재보호법에서도 중요문화재의 수출을 기본적으로 금지하고 있지만, 문화청 장관이 국제적 문화 교류와 특히 필요하다고 인정하여 허가한 경우에는 예외적으로 수출을 허용하고 있다.

### 불법
문화재가 원소유국을 떠나 해외로 반출되는 불법적인 예로는 전쟁으로 인한 유출, 도굴 또는 도난을 통한 불법 밀반출, 식민지배 또는 외국군 점령으로 인한 유출, 한 국가가 여러 나라로 분리되면서 소유권이 이전된 경우 등이다. 뉘른베르크 전범재판소 헌장 규정 제6조 c호는 “군사적 필요에 의하여 정당화되지 아니하는 공유 또는 사유재산의 약탈행위는 명백한 전쟁범죄행위”라고 규정하였고, 이 규정을 근거로 제2차 세계 대전 중에 히틀러의 명령으로 문화재를 약탈하였던 피고인 4인에게 유죄 판결을 내렸다. ‘문화재의 불법 반출입 및 소유권 양도 금지와 예방 수단에 관한 협약’ 제11조에 따르면 ‘외국 군대에 의한 일국의 점령으로부터 직접적으로 또는 간접적으로 발생하는 강제적인 문화재의 반출과 소유권의 양도는 불법으로 간주된다.’라고 규정하고 있다.

## 환수
불법적으로 국외 반출된 문화재에 대한 환수 문제는 1960년대 유엔 총회에서 제기되었고, 문화 분야를 전문으로 다루는 유엔 전문기구인 유네스코로 넘겨졌다. 유네스코는 1954년 ‘전시 문화재 보호에 관한 헤이그 협약’(Convention for the Protection of Cultural Property in the Event of Armed Conflict with Regulations for the Execution of the Convention)을 시작으로 1964년 ‘문화재 불법 반출입 및 소유권 양도 금지와 예방 수단에 관한 권고’(Recommendation on the Means of Prohibiting and Preventing the Illicit Export, Import and Transfer of Ownership of Cultural Property), 1970년 ‘문화재의 불법 반출입 및 소유권 양도 금지와 예방 수단에 관한 협약’, 1979년 ‘전쟁이나 식민지로 인하여 빼앗긴 문화재의 원산지 반환 운동’, 1995년 ‘도난 또는 불법 반출된 문화재 반환에 관한 유니드로 협약’(UNIDROIT Convention on Stolen or Illegally Exported Cultural Objects) 등 불법적으로 반출된 문화재 반환의 틀을 마련해 놓고 있다. 현재 유네스코 산하에는 1970년 이전에 반출된 사례를 다루기 위해 1978년에 설립된 ‘유네스코 불법 문화재 반환 촉진 정부간 위원회’(UNESCO Intergovernmental Committee for Promoting the Return of Cultural Property to Its Countries of Origin or Its Restitution in Case of Illicit Appropriation, ICPRCP)가 구성되어 있다.
하지만 유네스코의 협약이 강제력이 없는 국제법이며, 문화재 반환 분쟁에서 가장 많이 원용되는 ‘문화재의 불법 반출입 및 소유권 양도 금지와 예방 수단에 관한 협약’은 1970년 이후 문화재의 불법 반출입 및 소유권 양도만을 금지하고 있기 때문에 그 이전에 반출된 문화재 반환 분쟁 해결에 적용하는 데에는 한계가 있다. 또한, 유네스코 불법 문화재 반환 촉진 정부간 위원회의 정관은 제한적이어서 중재기구로서의 역할을 온전히 수행하지 못해왔다. 2005년에 정관 개정으로 위원회가 중재자로서의 역할을 분명하게 하게 되었지만, 불법적으로 반출된 문화재 반환은 해당 국가 사이의 합의가 필요한 문제라는 입장이다.
한편, 식민지배 당시 유출된 문화재 반환과 관련하여 국제적으로 구속력 있는 협약이 존재하지 않기 때문에 이해당사국 정부 간 협상으로 풀 수밖에 없는 상황이다. 이외에 문화재의 현재 소유주로부터 기증을 받거나 구입하는 방법도 있다.

## 사례

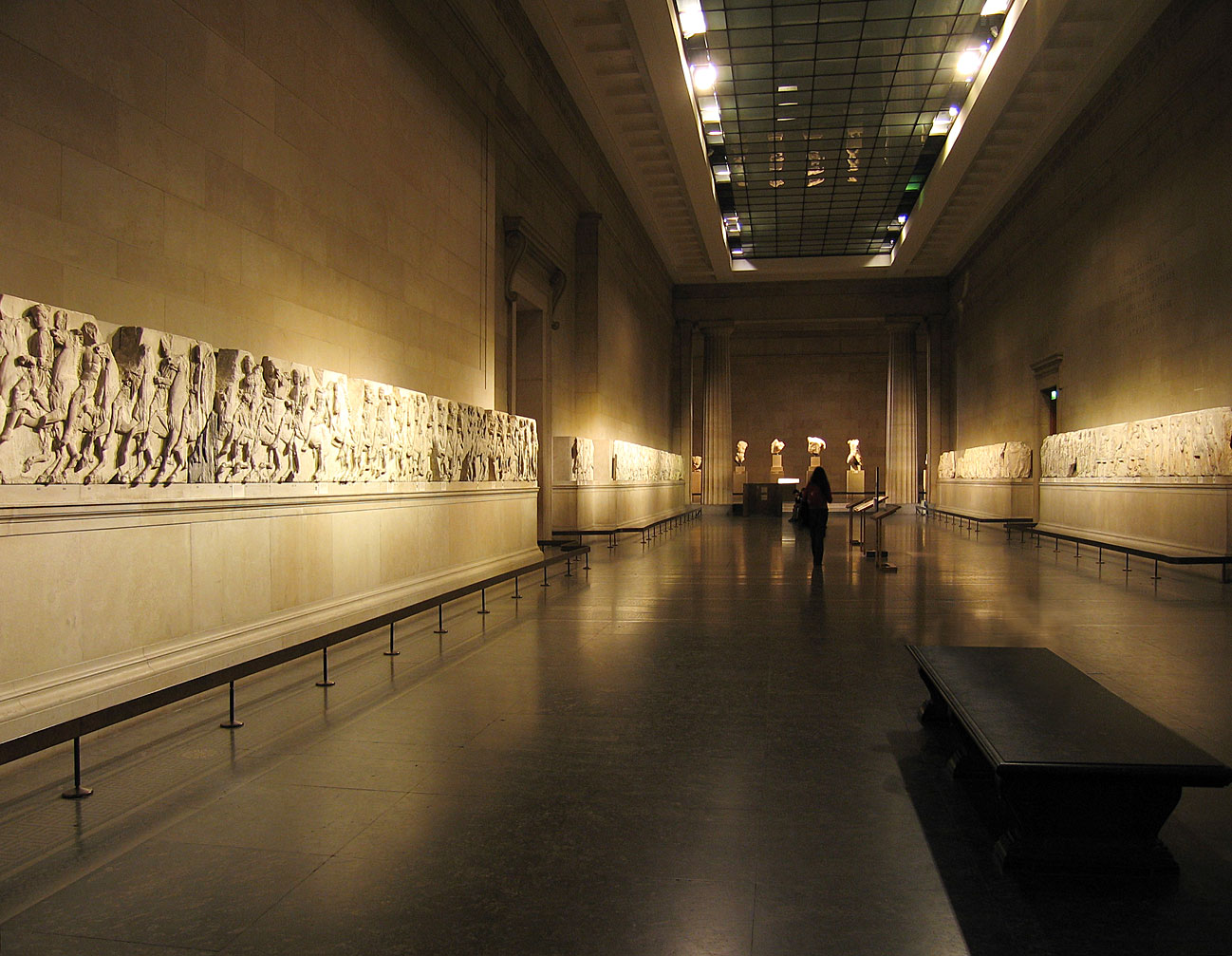
파르테논 대리석 조각군
• 원산국:
• 소장국: 영국박물관

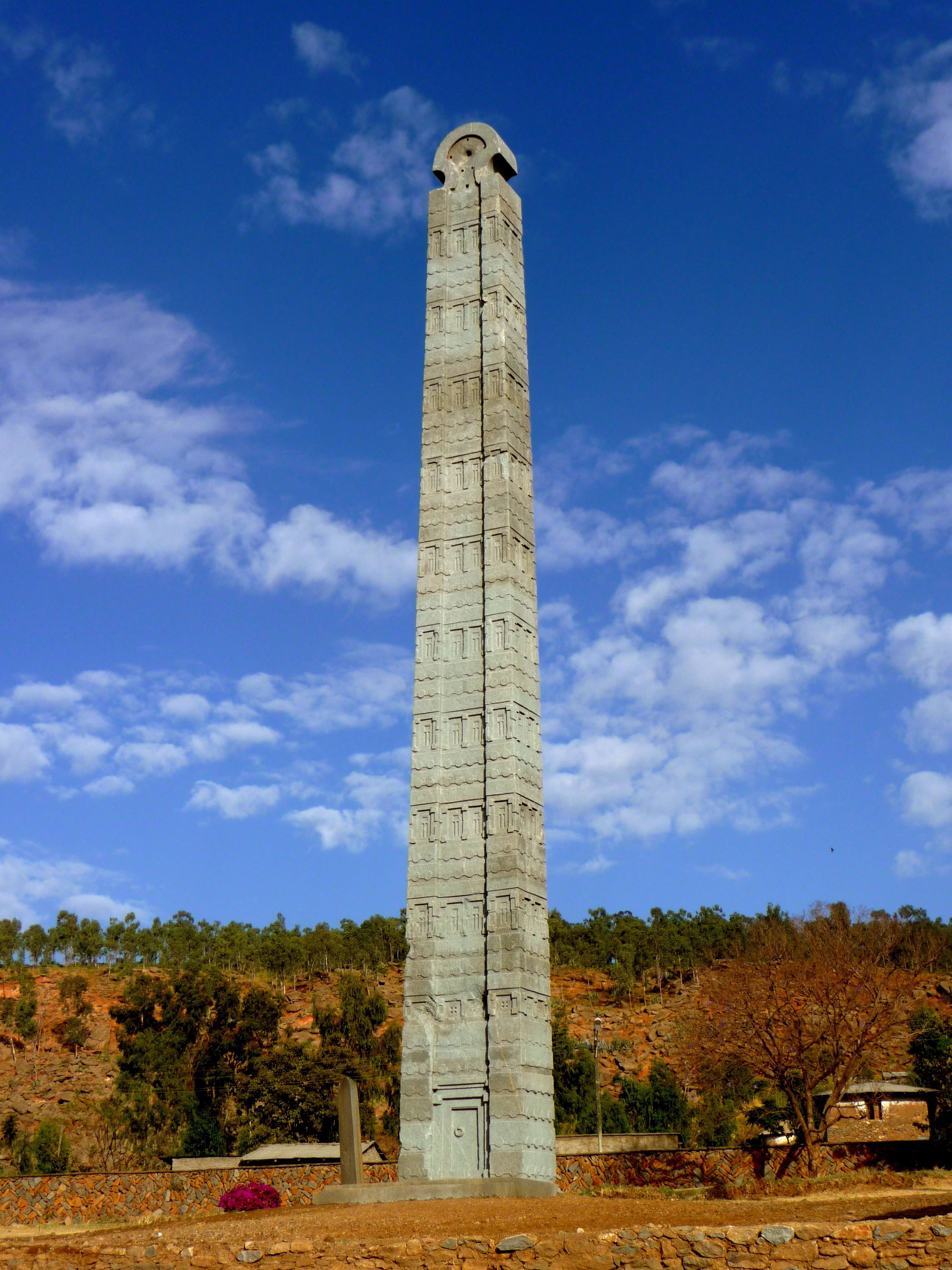
악숨 오벨리스크
• 원산국:
• 소장국: (2005년 반환)

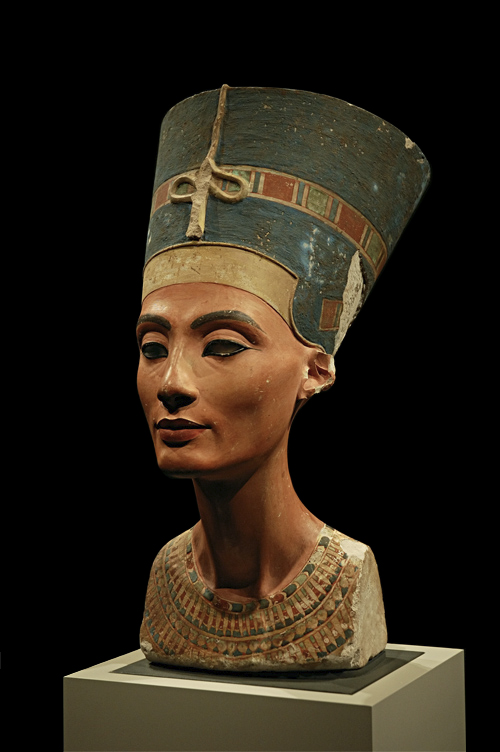
네페르티티 왕비 흉상
• 원산국:
• 소장국: 베를린 신 박물관

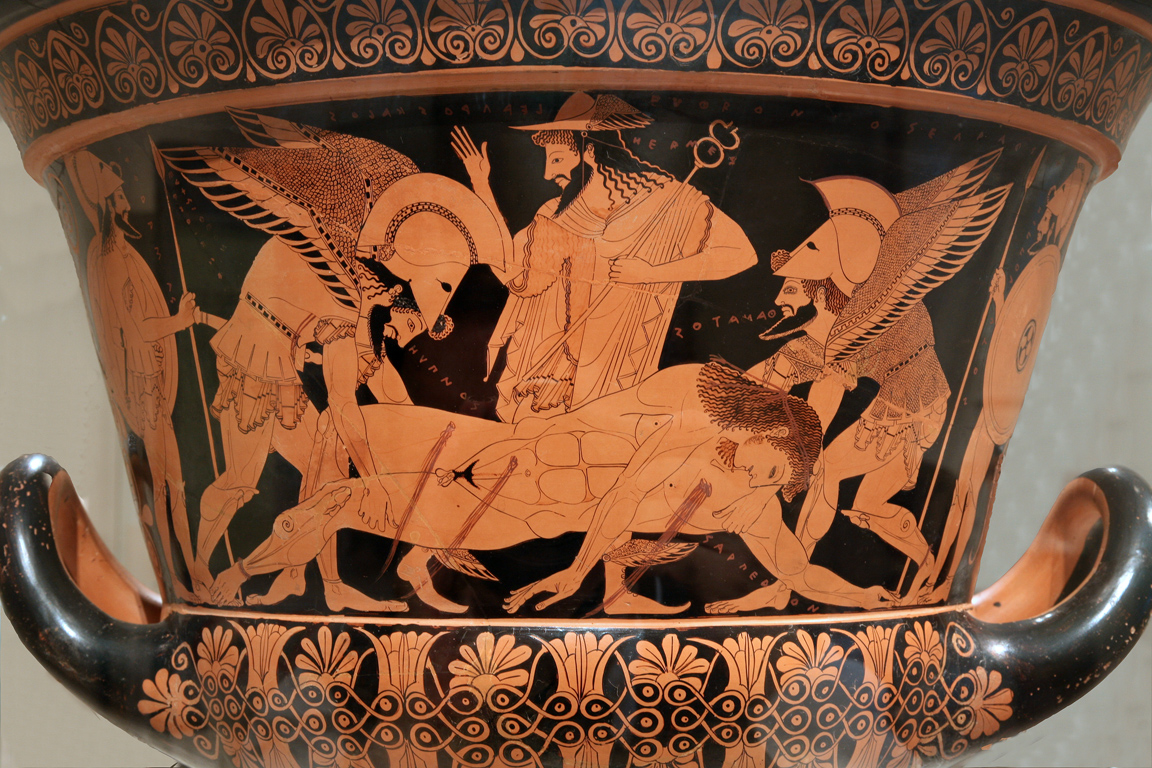
유프로니오스 크라테르
• 원산국: 이탈리아
• 소장국: (2008년 반환)

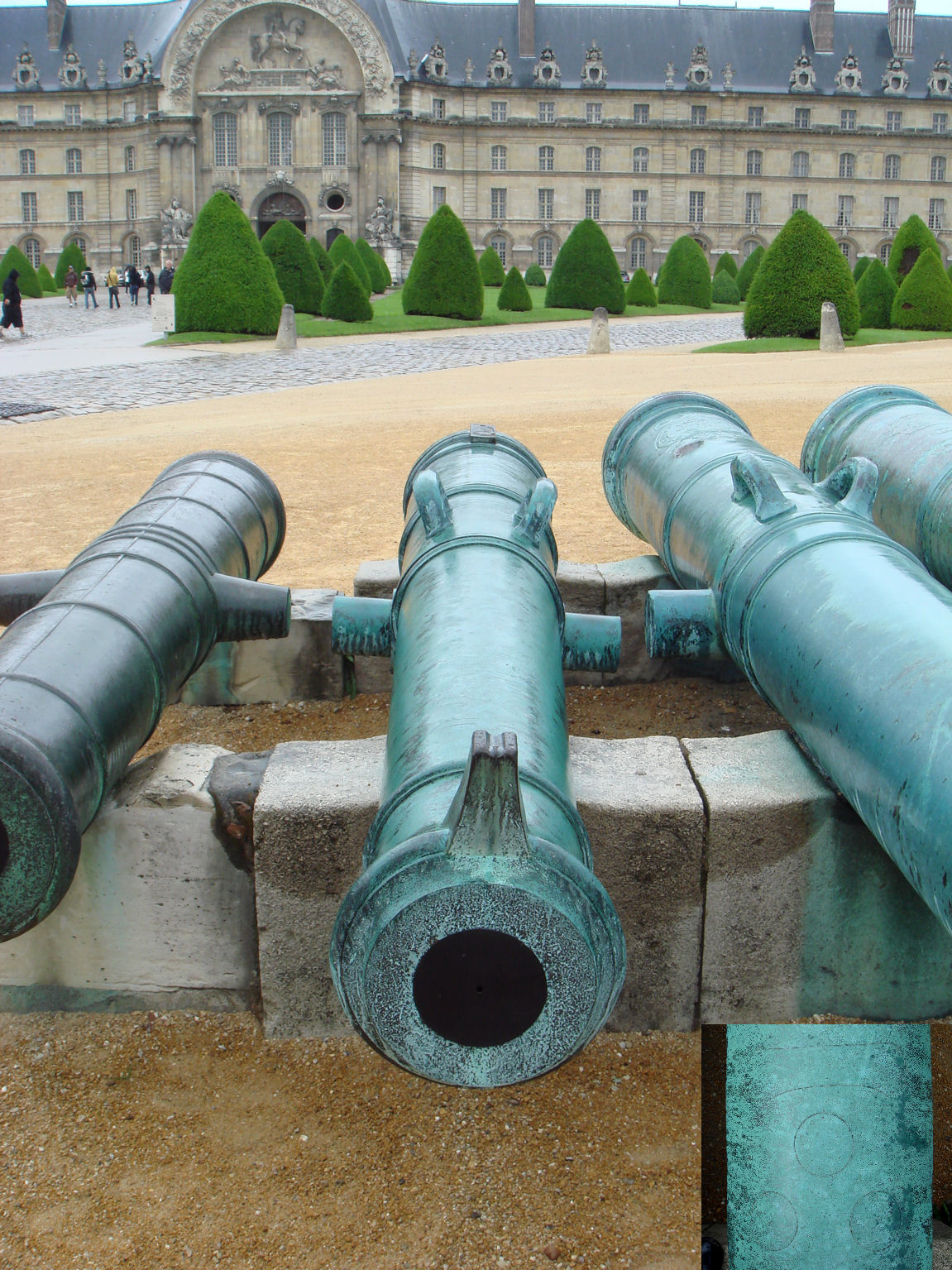
조슈번 대포
• 원산국:
• 소장국: (1984년 반환)

### 그리스
파르테논 대리석 조각군은 그리스 파르테논 신전을 장식한 대리석 조각으로 오스만 제국 주재 영국 대사로 재직했던 토머스 브루스 엘긴 백작이 그리스에서 빼내온 유물이다. 1801년에 당시 그리스를 식민지배 중이던 오스만 제국의 허락을 받아 반출하였고, 현재 이 대리석 조각군은 영국 런던의 영국 박물관에 전시되고 있다. 그리스는 1832년에 독립한 이후 오스만 제국 발굴허가의 위법성을 들어 영구 반환을 주장하고 있다. 한편, 2006년에 독일 하이델베르크 대학교 고고학 박물관은 그리스에 소장품인 파르테논 신전의 소벽 일부를 반환하기로 결정하였다.

### 대한민국
대한민국 국립문화재연구소는 20개국 579개 기관과 개인 소장품을 조사하여 해외로 유출된 문화재 156,203점을 확인하였다(2014년 6월 현재). 국립문화재연구소는 1984년부터 수집한 자료들을 토대로 ‘해외소재 한국문화재목록’을 간행하고 있으며, DB로 구축하여 ‘국외한국문화재 자료정보관’을 통해 서비스중에 있다. 대한민국 문화재청은 2012년 7월에 해외 소재 문화재에 대한 조사 및 연구와 환수를 목적으로 산하 특수법인으로 국외소재문화재재단을 설립하였다.
대한민국에 환수된 해외문화재는 10개국 9,745점이다. 국가별로는 일본 6,313점, 미국 1,295점, 스페인 892점 등의 순이며 방법별로는 기증 5,851점, 정부간 협상 3,232점, 구입 64점 등의 순이다(2011년 기준). 대표적인 사례로는 1965년에 ‘한일문화재협정’ 1,432점, 1991년에 ‘영친왕비 복식 양도협정’ 295점, 2011년에 외규장각 도서 297점과 일본 궁내청 소재 조선왕조 도서 1,205점이 있다.
| 해외 소재 한국 문화재 현황 (2,000점 이상)                                                  | 해외 소재 한국 문화재 현황 (2,000점 이상) | 해외 소재 한국 문화재 현황 (2,000점 이상) | 해외 소재 한국 문화재 현황 (2,000점 이상) | 해외 소재 한국 문화재 현황 (2,000점 이상) | 해외 소재 한국 문화재 현황 (2,000점 이상) |
| 소장국                                                                                     | 현황                                      | 주요 소장처                               |                                           |                                           |                                           |
| ------------------------------------------------------------------------------------------ | ----------------------------------------- | ----------------------------------------- | ----------------------------------------- | ----------------------------------------- | ----------------------------------------- |
| 일본                                                                                       | 67,708점                                  | 도쿄 국립박물관                           |                                           |                                           |                                           |
| 미국                                                                                       | 43,601점                                  | 메트로폴리탄 미술관                       |                                           |                                           |                                           |
| 독일                                                                                       | 10,727점                                  | 쾰른 동아시아 박물관                      |                                           |                                           |                                           |
| 중화인민공화국                                                                             | 8,278점                                   | 베이징 고궁박물원                         |                                           |                                           |                                           |
| 영국                                                                                       | 7,954점                                   | 대영박물관                                |                                           |                                           |                                           |
| 러시아                                                                                     | 5,067점                                   | 모스크바 국립 동양 박물관                 |                                           |                                           |                                           |
| 프랑스                                                                                     | 2,896점                                   | 국립 기메 동양 박물관                     |                                           |                                           |                                           |
| 중화민국                                                                                   | 2,881점                                   | 국립고궁박물원                            |                                           |                                           |                                           |
| 캐나다                                                                                     | 2,192점                                   | 로열 온타리오 박물관                      |                                           |                                           |                                           |
| 자료: 문화재청 (2014년 6월 기준), 향후 조사 결과와 반환 여부에 따라 수치가 변경될 수 있음. |                                           |                                           |                                           |                                           |                                           |

| 대한민국 시기별 문화재 반환 현황                                                            | 대한민국 시기별 문화재 반환 현황 | 대한민국 시기별 문화재 반환 현황 | 대한민국 시기별 문화재 반환 현황 | 대한민국 시기별 문화재 반환 현황 | 대한민국 시기별 문화재 반환 현황 |
| 시기                                                                                        | 집계                             |                                  |                                  |                                  |                                  |
| ------------------------------------------------------------------------------------------- | -------------------------------- | -------------------------------- | -------------------------------- | -------------------------------- | -------------------------------- |
| 1951년 - 1960년                                                                             | 112점                            |                                  |                                  |                                  |                                  |
| 1961년 - 1970년                                                                             | 1,344점                          |                                  |                                  |                                  |                                  |
| 1971년 - 1980년                                                                             | 45점                             |                                  |                                  |                                  |                                  |
| 1981년 - 1990년                                                                             | 1,248점                          |                                  |                                  |                                  |                                  |
| 1991년 - 2000년                                                                             | 1,872점                          |                                  |                                  |                                  |                                  |
| 2001년 - 2013년                                                                             | 5,139점                          |                                  |                                  |                                  |                                  |
| 자료: 문화재청 (2014년 6월 기준), 소장자 기증·구입·국가 간 협상에 의한 반환·대여 등 포함함. |                                  |                                  |                                  |                                  |                                  |

### 아이슬란드
1944년에 덴마크로부터 독립한 아이슬란드는 1971년에 고서적 《플라테이야르북》과 《레기우스 필사본》을 자신들을 600년 동안 통치했던 덴마크에게서 반환받았다. 이 책들은 17세기 아이슬란드 역사가 아르니 마그누센이 덴마크 코펜하겐 대학교에 기증한 것이다. 아이슬란드는 법적 대응의 한계를 깨닫고, 초점을 윤리적 의무에 맞춰서 협상을 시작한지 20년 만에 필사본을 반환받았다. 이와 더불어 동시에 진행된 25년간의 협상과 설득으로 1,000여점을 환수하였다.

### 에티오피아
1937년에 에티오피아를 점령한 이탈리아는 아프리카의 고대 왕국인 악숨 제국의 오벨리스크를 약탈하였다. 1,700년 전에 만들어진 오벨리스크는 높이 24m, 무게 180t의 화강암 석조물로 악숨 제국에 세워진 6개의 오벨리스크 중 두 번째로 큰 것이다. 오벨리스크는 베니토 무솔리니의 명령으로 이탈리아로 운반되어 로마의 콜로세움 근처에 세워졌다. 1947년 유엔이 문화재 반환 결정을 내렸지만 이탈리아는 기술적 문제를 이유로 반환을 미루다가 2005년에 에티오피아에게 반환하였다.

### 이집트
이집트는 독일 베를린 신 박물관이 소장 중인 네페르티티 왕비 흉상에 대한 반환을 요구하고 있다. 1930년대부터 반환을 요구하였지만 독일 정부는 흉상을 합법적으로 인도받았다며 거부하고 있다. 네페르티티는 이집트 제18왕조의 파라오 아크나톤의 왕비이자, 투탕카멘의 양어머니이다. 흉상은 석회석에 채색토를 입힌 조각으로 높이가 50cm이고 3,300년 전에 제작된 것이다. 1912년에 독일의 고고학자 루드비히 보르카르트가 이집트 아마르나에서 흉상을 발굴해냈으며, 이듬해 독일로 반출되었다. 또한, 이집트는 로제타석(영국 영국 박물관 소장), 대피라미드 설계자인 헤미우누 조상(독일 뢰버운트펠리자에우스 박물관 소장), 덴다라 사원의 십이궁도(프랑스 루브르 박물관 소장), 피라미드 건축가인 앙크하프 흉상(미국 보스턴 미술관 소장) 등의 반환을 주장하고 있다.

### 이탈리아
미국 메트로폴리탄 미술관은 도굴품 혐의가 있던 유프로니오스 크라테르를 2006년에 이탈리아에 반환하기로 합의하고 2008년에 반환하였다. 유프로니오스 크라테르는 고대 그리스와 로마 미술을 대표하는 작품으로 메트로폴리탄 미술관이 1972년에 구매하였다. 기원전 6세기 그리스의 도기장 유시오테오스가 만들고 화가 유프로니오스(Euphronios)가 호메로스의 서사시 일리아스에 묘사된 트로이아 전쟁을 그려넣은 것이다. 이탈리아 정부는 이 자기가 1971년 로마 북부 체르베테리에 있는 에트루리아인의 묘에 묻힌 부장품이라며 1996년부터 반환을 요구해왔다. 증거불충분을 이유로 반환을 거부하던 메트로폴리탄 미술관은 미술상과 큐레이터 간의 불법행위가 드러나자 태도를 바꿔서 시칠리아 지방에서 도굴된 헬레니즘 양식의 은제 장식품 15점과 고전 시대에 속하는 다른 자기 4점을 함께 반환하기로 하였다.

### 일본
일본은 1864년에 시모노세키 전쟁으로 빼앗겼던 조슈번의 대포 1문을 프랑스에게서 1984년에 환수하였다. 조슈 번은 1863년 5월부터 일본 간몬 해협을 항해하던 외국 선박을 향하여 포격을 시작하였고 이에 미국, 영국, 프랑스, 네덜란드의 4개국 연합함대가 조슈 번을 보복하였다. 당시 프랑스는 조슈 번의 포대에 있던 100여 문의 대포 중 일부를 전리품으로 가져갔다. 프랑스는 2년마다 자동 연장되는 상호 임대 방식으로 대포를 반환하였고 대신에 일본은 옛 영주의 갑옷 한 벌을 보냈다. 1867년 파리 만국박람회에 도쿄 시나가와의 혼센지 범종이 출품되었다가 박람회가 끝나고 스위스 제네바 아리아나 미술관(Musée Ariana)으로 옮겨졌다. 1921년에 일본 정부는 제네바 시 당국에 종의 반환을 요청하였고, 1929년에 제네바 시의회는 기증 반환을 의결하여 1930년에 일본에 반환되었다. 시나가와의 절은 1990년에 복제 종을 만들어 스위스 정부에 기증하였다.

### 중국
중국에서 해외로 유출된 문화재는 164만 점에 이르고 박물관 외에 개인이 소장하고 있는 문화재는 10배에 이를 것이라는 관측도 있다. 중국의 대표적인 문화재 약탈 사례는 1860년 제2차 아편 전쟁 때 영국과 프랑스 연합군이 청나라 황제의 이궁인 원명원을 파괴한 사건이다. 그 중 2009년 프랑스 크리스티 경매장에 원명원에서 약탈한 토끼 머리와 쥐 머리 청동상이 출품되자 중국 당국은 반환을 주장하며 강하게 반발하였다. 논란의 중심에 있던 이 두 청동상은 2013년 4월에 프랑스 회사의 항공기 60대를 구매하기로 협상 계약이 체결되어 반환이 결정되었다.

## 같이 보기
- 북관대첩비
- 외규장각 도서
- 파르테논 대리석 조각군
- 한일도서협정으로 반환된 도서 목록

## 참고 자료
- (영어/프랑스어/스페인어/러시아어/…) 문화재 불법 반출입 및 소유권 양도 금지와 예방 수단에 관한 협약 - 유엔 교육 과학 문화 기구
- (한국어) 대한민국 문화재보호법 - 국회법률지식정보시스템
- (일본어) 일본국 문화재보호법

## 주해
1. ↑  2,000점 이하로 한국 문화재를 소장하고 있는 국가로 오스트리아 1,511점, 덴마크 1,278점, 네덜란드 1,163점, 카자흐스탄 1,024점, 헝가리 341점, 바티칸 시국 298점, 스위스 119점, 벨기에 56점, 스웨덴 51점, 오스트레일리아 41점, 이탈리아 17점이 있다.[38]